# Südostasienspiele 1987/Badminton
Titelträger im Badminton wurden bei den Südostasienspielen 1987 in der Kuningan Hall in Jakarta in fünf Einzel- und zwei Mannschaftsdisziplinen ermittelt. Die Spiele fanden vom 9. bis zum 20. September 1987 statt.

## Medaillengewinner
| Disziplin    | Gold | Silber | Bronze |
| ------------ | --- | --- | --- |
| Herreneinzel | Icuk Sugiarto | Eddy Kurniawan | Misbun Sidek |
| Herreneinzel | Icuk Sugiarto | Eddy Kurniawan | Foo Kok Keong |
| Dameneinzel  | Elizabeth Latief | Susi Susanti | Jaroensiri Somhasurthai |
| Dameneinzel  | Elizabeth Latief | Susi Susanti | Ladawan Mulasartsatorn |
| Herrendoppel | Liem Swie King Eddy Hartono | Sawei Chanseorasmee Sakrapee Thongsari | Rahman Sidek Ong Ewe Chye |
| Herrendoppel | Liem Swie King Eddy Hartono | Sawei Chanseorasmee Sakrapee Thongsari | Rudy Heryanto Bobby Ertanto |
| Damendoppel  | Verawaty Wiharjo Rosiana Tendean | Yanti Kusmiati Erma Sulistianingsih | Ladawan Mulasartsatorn Piyathip Sansaniyakulvilai                                                                                                  |
| Damendoppel  | Verawaty Wiharjo Rosiana Tendean | Yanti Kusmiati Erma Sulistianingsih | Phanwad Jinasuyanont Amporn Kaipituk |
| Mixed        | Eddy Hartono Verawaty Wiharjo | Richard Mainaky Yanti Kusmiati | Surachai Makkasasithorn Sasithorn Maneeratanaporn                                                                                                  |
| Mixed        | Eddy Hartono Verawaty Wiharjo | Richard Mainaky Yanti Kusmiati | Sawei Chanseorasmee Amporn Kaipituk |
| Herrenteam   | Indonesien Bobby Ertanto Eddy Hartono Rudy Heryanto Eddy Kurniawan Alan Budikusuma Liem Swie King Icuk Sugiarto Richard Mainaky                        | Malaysia Cheah Soon Kit Foo Kok Keong Kwan Yoke Meng Ong Ewe Chye Misbun Sidek Rahman Sidek Rashid Sidek Wong Tat Meng                                                | Thailand Sawei Chanseorasmee Sompol Kukasemkij Surachai Makkasasithorn Komachan Promsarin Siripong Siripool Sakrapee Thongsari Kasemsak Chatujinda |
| Herrenteam   | Indonesien Bobby Ertanto Eddy Hartono Rudy Heryanto Eddy Kurniawan Alan Budikusuma Liem Swie King Icuk Sugiarto Richard Mainaky                        | Malaysia Cheah Soon Kit Foo Kok Keong Kwan Yoke Meng Ong Ewe Chye Misbun Sidek Rahman Sidek Rashid Sidek Wong Tat Meng                                                | Philippinen Jessie Alonzo Salvador Banquiles Antonio Mance Jr. Anthony Ave                                                                         |
| Damenteam    | Indonesien Yanti Kusmiati Elizabeth Latief Erma Sulistianingsih Susi Susanti Sarwendah Kusumawardhani Lilik Sudarwati Rosiana Tendean Verawaty Wiharjo | Thailand Ladawan Mulasartsatorn Piyathip Sansaniyakulvilai Jaroensiri Somhasurthai Sasithorn Maneeratanaporn Amporn Kaipituk Phanwad Jinasuyanont Vilailak Sattayapun | Malaysia Leong Choi Lean Kok Chan Fong Tan Mei Chuan Tan Sui Hoon Lim Siew Choon                                                                   |

## Finalergebnisse
| Disziplin    | Sieger                           | Finalist                               | Ergebnis            |
| ------------ | -------------------------------- | -------------------------------------- | ------------------- |
| Herreneinzel | Icuk Sugiarto                    | Eddy Kurniawan                         | 15–13, 0–15, 15–9   |
| Dameneinzel  | Elizabeth Latief                 | Susi Susanti                           | 11–5, 11–9          |
| Herrendoppel | Liem Swie King Eddy Hartono      | Sawei Chanseorasmee Sakrapee Thongsari | 17–14, 15–9         |
| Damendoppel  | Verawaty Wiharjo Rosiana Tendean | Yanti Kusmiati Erma Sulistianingsih    | 17–14, 15–17, 15–10 |
| Mixed        | Eddy Hartono Verawaty Wiharjo    | Richard Mainaky Yanti Kusmiati         | 15–9, 17–14         |

## Medaillenspiegel
| Platz | Land        | Gold | Silber | Bronze | Gesamt |
| ----- | ----------- | ---- | ------ | ------ | ------ |
| 1     | Indonesien  | 7    | 4      | 1      | 12     |
| 2     | Thailand    | -    | 2      | 2      | 4      |
| 3     | Malaysia    | -    | 1      | 4      | 5      |
| 4     | Philippinen | -    | -      | 1      | 1      |